# Suursoo küla
Suursoo küla est un village de la commune de Rae du comté de Harju en Estonie.
Au 31 décembre 2011, il compte 85 habitants.